# Alex Conti
Alex Conti (Berlijn, 2 april 1952) is een Duitse gitarist.

## Carrière
Conti was al in 1969 op 17-jarige leeftijd beroepsmuzikant. In 1973 bracht hij een jaar door in het Verenigd Koninkrijk bij bands als Curly Curve. In 1974 speelde hij bij de band Atlantis, waar hij Dieter Bornschlegel verving aan de e-gitaar. Met Atlantis was Conti in 1975 op tournee door de Verenigde Staten als voorband van Aerosmith en Lynyrd Skynyrd. Hij is ook te horen op de beide Atlantis-albums Ooh Baby en Atlantis Live. In 1975 wisselde Conti, na een korte tussenstop bij Rudolf Rock & die Schocker, naar Lake, wiens debuutalbum in 1976 in heel Europa een groot succes werd en meerdere hitlijsten aanvoerde. Aangezien de band ook succes kende in de Verenigde Staten, leidden in 1977 en 1978 meerdere tournees daarheen, onder andere met Neil Young en weer Lynyrd Skynyrd.
In 1980 verliet Conti Lake, die zich in 1988 zouden ontbinden. Hij bracht in 1981 en 1984 twee soloalbums uit en vervolgens ging hij voor twee jaar naar de Hamburgse band Elephant. In 1986 en 1987 ontstond er een samenwerking met Herwig Mitteregger op diens album Immer mehr und Jedesmal. In 1993 speelde hij op diens Die-besten-Songs-1983–1993-tournee. Ook werkte hij in 1997 mee op het album Aus der Stille en begeleidde hij de gelijknamige tournee. Van 1990 tot 1994 leidde Conti zijn eigen band Rosebud, waarmee hij drie albums uitbracht. In 1997 nam hij vervolgens met de vroegere Atlantis-zangeres Inga Rumpf een album op. Sinds 1992 speelt hij in de Hamburg Blues Band, waarmee hij vier cd's en meer dan 1000 optredens had afgemaakt.
In 2000 maakte Conti samen met Frank Diez een muzikale reis in het verleden van de rockmuziek. Samen met Colin Hodgkinson, Tony Hicks, Wolfgang Norman Dalheimer (keyboards) en Jon Smith (saxofoon) namen ze hun favoriete nummers uit de jaren 1960 en 1970 opnieuw op, die echter pas werden uitgebracht in 2008 als Bärlin Blues Band onder de titel Berlin Blues.
In 2003 werkte Conti mee aan de heroprichting van de band Lake, die vanaf het opvolgende jaar weer op tournee ging en in 2005 hun comebackalbum The Blast of Silence presenteerde. Vanaf de herfst 2006 werkte Conti bovendien samen met Richie Arndt, Gregor Hilden en Henrik Freischlader aan de productie van het album Rorymania, waarbij ook bij dit project twee tournees kwamen.
In 2008 werkte Conti mee op de cd Kaleidoscopia van de Zwitserse muzikant Beatnik. Op dit album speelden naast Raoul Walton (basgitaar), Mathias Ulmer (keyboards) en Peter Kumpf (drums) ook leden mee van de huidige bezetting van de band Anyone's Daughter.
In 2009 nam Conti het instrumentaal album Shetar op, dat werd uitgebracht in april 2010. In 2010 was hij met Lake al voor de derde keer voorband van een tournee van Lynyrd Skynyrd, deze keer in Duitsland. Een verder project met de bluesgitaristen Timo Gross en Richie Arndt leidde tot het uitbrengen van de cd The Vineyard Sessions Vol II, die zich aansloten bij een gelijknamige tournee. Dit album werd genomineerd voor de prijs van de Duitse platenkritiek.

## Discografie
Solo
- 1982: Conti
- 1984: Continued
- 2010: Shetar

met Atlantis
- 1974: Ooh Baby
- ????: Atlantis – Live

met Lake
- 1976: Lake
- 1978: Lake II
- 1979: Paradise island
- 1980: Ouch!
- 1982: on the run (live)
- 2005: The blast of silence
- 2007: Live (dvd)
- 2012: Freedom (uit de verkoop genomen)
- 2014: Wings of freedom
- 2014: Live - Wings Of Freedom Tour (Limited Edition 2 cd's)
- 2015: Wings of Freedom (vinyl, 1 lp)

met Herwig Mitteregger
- 1985: Immer mehr
- 1987: Jedesmal
- 1993: Die besten Songs 1983–1993
- 1997: Aus der Stille

met Rosebud
- San Simeon
- Keep Smiling…

met Rockship en Inga Rumpf
- 1997: Rough enough

met de Hamburg Blues Band
- Real Stuff
- Rollin’
- Touch
- Live On The Edge of a Knife

met Richie Arndt
- 2007: Rorymania

met Frank Diez als Bärlin Blues Band
- 2008: Berlin Blues
- 1998: Alex Conti's Electric Ballroom

met Siggi Schwarz
- 2004-2006: The Electric Guitar Legends

met Beatnik
- 2008: Kaleidoscopia

met Richie Arndt en Timo Gross
- 2010: The Vineyard Sessions Vol. II

- Gemeinsame Normdatei: 134350103
- International Standard Name Identifier: 0000 0000 5725 2314
- MusicBrainz: 4a41dc89-3bcf-4876-b8b8-7358ab11a8c0
- Virtual International Authority File: 79587256
- WorldCat: E39PBJk8WtmBcDgXXKrVxKFYfq